# São Simão de Litém
São Simão de Litém ist eine portugiesische Freguesia im Bezirk Leiria in der Region Centro mit 1384 Einwohnern (Stand 30. Juni 2011) auf 16,1 km², demnach beträgt die Bevölkerungsdichte 86,2 Einwohner pro km².
São Simão de Litém grenzt im Osten an die Freguesia Albergaria dos Doze, im Süden an Memória, im Westen an Colmeias und Vermoil und im Norden an Santiago de Litém.